# Hugo Ruf
Hugo Ruf  (* 9. April 1925 in Schramberg Württemberg; † 1. November 1999 in Brauweiler bei Köln) war ein deutscher Komponist, Autor, Cembalist und Musikprofessor.

## Ausbildung
Ruf studierte ab 1946 seit deren Gründung an der Hochschule für Musik Freiburg Cembalo und historische Tasteninstrumente bei Fritz Neumeyer und Aufführungspraxis alter Musik bei Gustav Scheck, dem ersten Direktor der Hochschule.
Spätere Studienaufenthalte führten ihn auch nach München und Paris.

## Musikhochschule Köln
Ruf lehrte seit 1967 Cembalo an der Kölner Musikhochschule. 1971 wurde er zum ordentlichen Professor ernannt. Zugleich leitete er das Seminar für alte Musik. Er zählt zu den bedeutendsten Herausgebern von barocker Kammermusik. Sein Werkverzeichnis bei der Deutschen Nationalbibliothek ist über 400 Positionen stark.
1984 erhielt er den Preis der deutschen Schallplattenkritik für die Einspielung von drei Cembalosonaten von Carl Philipp Emanuel Bach (EMI).

## Schüler
Bekannte Schüler von Hugo Ruf waren u. a. Wiltrud Fuchs, Gerald Hambitzer, Wolfgang Karius, Bernhard Klapprott, Ludger Lohmann, Jon Laukvik, Wolfram Syré, Christoph Lehmann und Reinhard Goebel.

## Familie
Aus erster Ehe (1947 bis 1950) des Ruf entstammen die beiden Söhne Ulrich Johannes  Ruf und Christoph Odilo Ruf. Hugo Ruf war in zweiter Ehe (1954  bis  1999) mit der Flötenvirtuosin Beatrice Ruf verheiratet und ist Vater des Flötisten Reinhard Ruf.